# Eleonora Rossi Drago
Eleonora Rossi Drago (pigenavn Palmira Omiccioli; (23. september 1925 – 2. december 2007) var en italiensk filmskuespillerinde. Hun blev født i Quinto al Mare, Genoa, Italien. Hun spillede hovedrollen i Michelangelo Antonionis Le amiche. Hun arbejdede med Pietro Germi i Un maledetto imbroglio. For hendes skuespil i Valerio Zurlinis Estate violenta vandt hun i 1960 prisen som bedste skuespillerinde ved Mar del Plata Film Festival og en Silver Ribbon. Hun døde i Palermo, Italien.

## Filmografi
- 1949 – I pirati di Capri
- 1949 – Altura
- 1950 – Due sorelle amano
- 1950 – Persiane chiuse
- 1951 – Tre storie proibite
- 1951 – L'ultima sentenza
- 1952 – La fiammata
- 1952 – Sensualità
- 1952 – I sette dell'Orsa maggiore
- 1952 – Verginità
- 1953 – Schiavitù
- 1953 – La tratta delle bianche
- 1953 – Vestire gli ignudi
- 1954 – Il caso Maurizius
- 1954 – Destini di donne
- 1955 – Le amiche
- 1955 – Donne sole
- 1955 – Il prezzo della gloria
- 1956 – Kean: genio e sregolatezza
- 1957 – Tutti possono uccidermi
- 1957 – Suor Letizia - Il più grande amore
- 1958 – La strada lunga un anno
- 1958 – Agli ordini del re
- 1959 – L'estate violenta
- 1959 – Un maledetto imbroglio
- 1959 – Dagli Appennini alle Ande (i en episode)
- 1959 – La grana
- 1959 – Vacanze d'inverno
- 1960 – La mano rosa
- 1960 – Sotto dieci bandiere
- 1960 – David e Golia
- 1960 – L'impiegato
- 1960 – La garçonnière
- 1960 – Schlußakkord
- 1961 – Caccia all'uomo
- 1962 – I dongiovanni della Costa Azzurra
- 1962 – Ipnosi
- 1962 – Tiro al piccione
- 1962 – Anima nera
- 1962 – Il terrore di notte
- 1962 – L'amore a vent'anni
- 1962 – Rosmunda e Alboino
- 1963 – Tempesta su Ceylon
- 1964 – Il disco volante
- 1964 – L'idea fissa (i en episode)
- 1964 – Amore facile (i en episode)
- 1964 – Se permettete parliamo di donne
- 1964 – La Cittadella (ministerie tv)
- 1964 – Il treno del sabato
- 1965 – Assassinio made in Italy - Il segreto del vestito rosso
- 1965 – La capanna dello zio Tom
- 1965 – Il delitto di Anna Sandoval
- 1965 – Io uccido, tu uccidi (i en episode)
- 1965 – Su e giù (i en episode)
- 1966 – La Bibbia
- 1966 – Mano di velluto
- 1968 – L'età del malessere
- 1968 – El Último sábado
- 1969 – D'Artagnan (miniserie tv)
- 1969 – Camille 2000
- 1969 – Gli angeli del 2000
- 1970 – Nelle pieghe della carne
- 1970 – Il dio chiamato Dorian